# Albert z Chřenovic
Albert z Chřenovic byl slezský šlechtic a kladský hejtman.
V roce 1346 mu český král Karel IV. dal Kladsko do zástavy, které pak roku 1350 vykoupil zpět díky mimořádné dani uvalené na kladské many.